# Long Xuyen
Long Xuyen (vietnamita: Long Xuyên,) è una città (thành phố trực thuộc tỉnh) vietnamita, capitale della Provincia di An Giang nella regione del Delta del Mekong. 
Dal punto di vista amministrativo, funge anche da municipalità autonoma, equiparabile a un distretto (huyện). Come distretto, nel 2003 aveva una popolazione di 263.838 abitanti su una superficie di 107 km² nella provincia di An Giang.